# Junshirō Kobayashi
Junshirō Kobayashi (japanska: 小林潤志郎?, Kobayashi Junshirō), född 11 juni 1991 i Hachimantai, är en japansk backhoppare. Han ingick i det japanska lag som vann brons i lagtävlingen i stor backe vid Världsmästerskapen i nordisk skidsport 2019.
Han deltog vid Olympiska vinterspelen 2018. Junshirō är bror till backhopparen Ryōyū Kobayashi.